# Guiding Light (Mumford & Sons)
Guiding Light  è una canzone della band indie folk inglese Mumford & Sons. Il brano è stato pubblicato come singolo principale dal loro quarto album in studio, Delta, il 20 settembre 2018. La canzone ha raggiunto la posizione migliore al numero 40 nella UK Singles Chart.

## Storia
La canzone è stata presentata per la prima volta il 20 settembre 2018 su BBC Radio 1, descritta come "una canzone folk-rock vertiginosa che aumenta, aumenta, e esplode e poi esplode ancora". Parlando con Annie Mac di Radio 1 del singolo, Marcus Mumford ha dichiarato: "È stato un po' una bestia da provare e registrare, è stato un duro lavoro, l'abbiamo provato in molti modi diversi ... per questo abbiamo impiegato un po' di tempo, l'abbiamo scritta più o meno un anno fa, ma ci è voluto un po' per arrivare a ciò che è oggi e ora ne siamo felici".
Al New York Post, Mumford dice:
(New York Post)

## Videoclip
Il video ufficiale è stato presentato per la prima volta il 17 ottobre 2018 e utilizza le riprese del mini concerto della band che è stato originariamente girato al di fuori della Tate Modern a Londra il 21 settembre 2018. Un video precedente era stato già pubblicato su Youtube, contenente anche il testo.

## Tracce
1. Guiding Light – 3:37 (Mumford & Sons; edizioni musicali Download digitale, CD, Vinile)

## Classifiche
| Chart (2018)                                      | Peak position |
| ------------------------------------------------- | ------------- |
| Irlanda (IRMA)                                    | 52            |
| Paesi Bassi - Netherlands Single Tip (MegaCharts) | 13            |
| Nuova Zelanda - New Zealand Hot Singles (RMNZ)    | 28            |
| Svezia (Sverigetopplistan)                        | 98            |